# Frede Bojsen
 Der er flere personer med dette navn, se Frederik Engelhardt Boisen.
Frederik 'Frede' Engelhart Bojsen (født 22. august 1841 i Skørpinge Sogn ved Slagelse, død 4. december 1926 på Rødkilde, Stege) var en dansk Venstrepolitiker og højskolelærer, der grundlagde Rødkilde Højskole. Kvindesagsforkæmperen Jutta Bojsen-Møller var hans søster.

## Baggrund og opvækst
Frede Bojsen var søn af præsten Frederik Engelhart Boisen og forfatteren Eline Boisen og fulgte 1850 med faderen til Vilstrup i Nordslesvig og kom næste år i Haderslev lærde skole, hvorfra han 1859 blev student. Efter at have taget filosofisk eksamen 1860 rejste Bojsen til Uppsala, hvor han studerede et års tid: han hørte særlig professorerne C. Säve (i de nordiske sprog) og C.V. Böttiger (i nyere litteratur) og arbejdede på en afhandling, omhandlende sagnet om Stærkodder, for hvilken han efter sin tilbagekomst til København 1861 vandt Københavns Universitets guldmedalje. Uagtet stærke opfordringer til at vælge et friere akademisk studium besluttede Bojsen at læse til teologisk eksamen; men ved siden deraf drev han andre litterære sysler. Med professor N.M. Petersen som vejleder udgav han en kortfattet dansk retskrivningslære (1862), og som "født Venstremand" skrev han til flere blade. Han deltog med stor iver i det nordiske studentermøde i København 1862 og forlovede sig derefter med Karen Cathrine Anker (f. 16. juni 1843), datter af grosserer Peter Martin Anker på Rød ved Frederikshald (1801-1863). Endvidere overtog han efter sin farbroder P.O. Boisens død 1862 posten som førstelærer ved Enkedronningens Asylskole.

## Højskolegrundlægger
Uagtet disse sysler lykkedes det Bojsen ved anstrengt flid at tage teologisk eksamen i marts 1864, men han nægtede at aflægge den da fastsatte kandidated. Endnu forinden eksamenen (der holdtes ekstraordinært for ham og en anden kandidat i lignende forhold) havde han – som året forud havde lejet sig en stillingsmand til soldatertjenesten – meldt sig som officersaspirant, og efter at have bestået prøven som nr. 2 afgik han i maj til Hæren. Under resten af krigen gjorde Bojsen tjeneste ved bevogtningen af Fyns nordvestlige kyst; 1867 udnævntes han til løjtnant og stod i forstærkningen indtil 1883. For at medvirke til folkets åndelige løftelse efter krigens tunge nederlag besluttede Bojsen at grundlægge en folkehøjskole på Møn, hvor hans fader var blevet præst. Hans giftermål (han havde bryllup 26. juni 1865, men blev allerede enkemand 22. september 1866) gav ham dertil rige midler, og skolen åbnedes i oktober 1865 samt fik næste år en statelig bygning på Rødkilde i Stege Sogn, hvor Bojsen havde købt en stor gård. Bojsen ledede selv skolen i flere år, men måtte, da han var blevet Folketingsmand, overgive ledelsen i andre hænder og overdrog 1873 skolen helt til en ny forstander, J.H. Andersen. Fremdeles blev Bojsen 1865 leder for Møens Skytteforening og formand for øens våbenbrødre, 1867 formand for sognerådet og for landbosparekassen.

## Indtræden i landspolitik
Dog snart fik Bojsen en videre virksomhed. I årene 1865-66 havde han taget vigtig del i valgkampene på Møn, og i september 1869 valgtes han selv her til Folketinget; han blev siden stadig genvalgt, jævnlig uden medbejler og ingen sinde alvorlig truet af modstanderne. 1901 afgik han som folketingsmedlem. Bojsen sluttede sig straks til Det Nationale Venstre og gik med dette 1870 over til Det forenede Venstre, af hvis bestyrelse han snart blev medlem. Efter at have taget vigtig del i de politiske forhandlinger i november 1877 blev Bojsen ved partiets sprængning en af lederne for det Moderate Venstre og 1884 for det nye Danske Venstre samt var fra oktober 1882 medlem af Venstres fællesbestyrelse. Allerede 1870 valgtes Bojsen til Finansudvalget og var siden 1872 på et par enkelte samlinger nær dettes formand. Med stor flid satte Bojsen sig ind i statshusholdningens mange enkeltheder, skønt han tilsyneladende ikke øvede så stor indflydelse på Finanslovens behandling som udvalgets ordførere. Også kastede Bojsen sig over drøftelsen af de militære spørgsmål, rejste i sommeren 1871 til Schweiz for at sætte sig ind i dette lands ejendommelige hærordning under den schweiziske general Herzogs vejledning og var siden 1872 Venstres egentlige ordfører i de gentagne forhandlinger dels om Hærens ordning, dels om anlæg af befæstninger. I sommeren 1880 var han en af hovedmændene for den overenskomst, som da blev truffet om Hærens ordning, og ligeledes 1881 ophavsmanden til den nye militære straffelov. I forsvarssagen var han altid en afgjort modstander af Københavns Landbefæstning, men derimod en talsmand for udvikling af Flåden og af søminevæsenet. 1881 udgav Bojsen et lille skrift Til Oplysning om Hærlovs-Forhandlingerne for at forklare sin stilling til disse spørgsmål.

## Udvalgsposter mm.
Bojsen var fremdeles virksom i andre vigtige sagers behandling, således 1871 medlem af udvalget om de lærde skolers undervisningsplan og 1887-88 ordfører for udvalget om kunstsmørret. 1883-84 var han formand for tingets politiske udvalg, og for at betegne, hvor fremragende en stilling han indtog, valgte tingets flertal ham 1887-88 til 1. viceformand. Også uden for Rigsdagen havde Bojsen vigtig del i den politiske opposition. I januar 1884 overtog han sammen med Christen Berg ledelsen af Morgenbladet og blev senere medlem af bladets bestyrelse, og i november 1884 indtrådte han i bestyrelsen for Københavns liberale Vælgerforening.
Som følge af overanstrengelse blev Bojsens helbred svækket, og vinteren 1879-80 tilbragte han derfor i syden (Algier og Mentona); han gjorde her bekendtskab med Augusta Jakobine Konow (f. 1. marts 1855), datter af proprietær August Konow på Tjerne og ligesom hans første hustru søster til en svoger af ham. Bojsen holdt bryllup med hende 3. november 1880.

## Lokalhistorisk forfatter
I sit otium skrev han en del bøger om Møn: Jakob Sunesøn af Møn (1902), Stege Bys Bog 1418-1607 (1904); Af Møns Historie: Den forhistoriske Tid (1905) og Af Møns Historie II (1906). Han døde i 1926.